# Лонжшеналь
Лонжшеналь (фр. Longechenal) — коммуна во Франции, находится в регионе Рона — Альпы. Департамент коммуны — Изер. Входит в состав кантона Гран-Лем. Округ коммуны — Ла-Тур-дю-Пен.
Код INSEE коммуны — 38213. Население коммуны на 1999 год составляло 428 человек. Населённый пункт находится на высоте от 489  до 671  метров над уровнем моря. Муниципалитет расположен на расстоянии около 450 км юго-восточнее Парижа, 55 км юго-восточнее Лиона, 40 км северо-западнее Гренобля. Мэр коммуны — Bernard Chorier, мандат действует на протяжении 2009—2014 гг.
Динамика населения (INSEE):